# Eunidia spinicornis
Eunidia spinicornis är en skalbaggsart som först beskrevs av Louis Albert Péringuey 1888.  Eunidia spinicornis ingår i släktet Eunidia och familjen långhorningar.
Artens utbredningsområde är:
- Moçambique.
- Zimbabwe.

Inga underarter finns listade i Catalogue of Life.